# داستان‌های اندرسن
داستان‌های اندرسن (به ژاپنی: アンデルセン物語، به انگلیسی: Anderson Monogatari) یک مجموعه تلویزیونی انیمه ۵۲ قسمتی است که توسط استودیو موشی پروداکشنز ساخته شده‌است. پخش آن از ۳ ژانویه ۱۹۷۱ در شبکه فوجی تلویژن آغاز شده و در ۲۶ دسامبر ۱۹۷۱ پایان یافته‌است. این مجموعه درباره داستان‌های افسانه‌ای هانس کریستیان آندرسن است.